# Phoracantha odewahnii
Phoracantha odewahnii är en skalbaggsart som beskrevs av Francis Polkinghorne Pascoe 1864. Phoracantha odewahnii ingår i släktet Phoracantha och familjen långhorningar. Inga underarter finns listade i Catalogue of Life.